# Cabrera Nationalpark
Cabrera Archipelago Maritime-Terrestrial National Park (catalansk: Parc Nacional Maritimoterrestre de l'Arxipèlag de Cabrera, spansk: Parque Nacional Marítimo-Terrestre del Archipiélago de Cabrera) er en nationalpark der omfatter hele Cabrera Archipelago, en øgruppe bestående af 19 ubeboede øer, som er en del af de Baleariske øer (catalansk: Illes Balears, spansk: Islas Baleares), en provins i Spanien. Nationalparken har et areal på 100 km², hvoraf 87 km² er vand. Parken har relativt få besøgende på grund af den afsides beliggenhed.

## Geografi
Der Cabrera-Archipellago ligger ti kilometer fra sydspidsen af Mallorca Cap de les Salines. In geologischer Hinsicht sind die Inseln die südliche Verlängerung des Gebirges Serres de Llevant. Af de 19 er den største Cabrera Gran med 1.155 hektar, fulgt af Illa des Conills med 137 hektar. Andre større øer er Ses Rates, els Estels, l'Imperial, les Bledes, es Fonoll, na Rodona, l'Esponja, na Plana, na Pobra, s'Illot Pla, s'Illot og na Foradada.
Klimaet er steppeklima og øerne er udsat for vind og salt.
Der er store kolonier af havfugle og enkelte endemiske dyre- og plantearter. Cabrera Nationalpark er en af Natura 2000-netværket og er fuglebeskyttelsesområde.

## Eksterne kilder og henvisninger
1. ↑  Oriol Alamany, Eulàlia Vicens: Parques Nacionales de España. Lynx Edicions, Barcelona 2003, ISBN 84-87334-45-8

- Wikimedia Commons har flere filer relateret til Cabrera Archipelago Maritime-Terrestrial National Park
- Guia de Mallorca: Parc de l'Arxipèleg de Cabrera Arkiveret 27. december 2013 hos  Wayback Machine (catalansk)
- Parque Nacional del Archipiélago de Cabrera (Ministerio de Medio Ambiente de España) Arkiveret 13. marts 2008 hos  Wayback Machine (spansk)

39°09′N 2°57′Ø / 39.150°N 2.950°Ø